# 촉한의 멸망
촉한의 멸망(중국어 간체자: 魏灭蜀之戰, 정체자: 魏滅蜀之戰, 한자음: 위멸촉지전)은 263년 위나라의 촉한 멸망을 목적으로 한 침공 전역이다. 위나라의 실권자 사마소가 결정하고 종회, 등애, 제갈서에게 군대를 3방향으로 나아가게 해 촉한을 공격하게 했다. 답중에 주둔한 촉한의 강유가 등애와 제갈서의 방해를 받는 틈에 종회가 한중을 돌파했으나 강유가 제갈서를 따돌리고 검각에서 농성하며 종회를 저지했다. 등애는 음평에서 강유로 나아갔고 면죽에서 제갈첨을 베 촉한의 서울 성도를 압박했다. 이에 촉한의 황제 유선은 등애애게 항복하고 강유도 유선이 항복하자 종회에게 항복해, 촉한은 멸망했다.

## 배경
당시 촉한은 황제 유선의 향락과 사치, 환관 황호의 농간으로 크게 쇠퇴해 있었다.
경요 5년(262년) 위나라의 등애에게 후화에서 진 촉한의 대장군 강유는 답중에 주둔하고 있었는데, 여러 번의 실패로 인해 강유의 권력은 매우 약해졌고, 안으로는 황호가 권세를 농단하고 있었다. 황호는 우대장군 염우(閻宇) 로 강유를 대신하려 했고, 강유는 매우 두려워해 성도로 돌아오지 못했다. 강유는 황호의 전횡을 싫어해 유선에게 황호를 없앨 것을 진언했으나, 유선은 황호를 비호해 이를 거절했다. 강유는 황호에게 자신이 답중에서 보리를 파종할 수 있게 구하면서 핍박을 모면하려 했다.
한편 흥세산 전투의 전훈을 바탕으로 강유는 경요 원년(258년) 이후 한중 방어책을 바꿨다. 기존에는 유비가 위연에게 한중을 맡기면서 각 군영에서 적의 침입을 저지하도록 했고, 흥세산 전투에서 왕평이 조상을 무찌른 것도 이 제도를 따른 것이었다. 그러나 강유는 이 방법으로는 적을 막아내기에는 적합해도 적에게 큰 피해를 주기는 어렵다고 보았다. 그래서 각 위(圍)는 적이 침입하면 물러나 한성(漢城)과 악성(樂城)으로 모여들어 농성해 적이 평지로 들어오지 못하게 하고, 여러 관문을 지켜 적이 평지로 들어오지 못하게 하는 안을 짰다. 적은 관문을 뚫지 못하고, 식량을 현지 조달하지도 멀리서 가져오기도 어려워 언젠가는 지쳐 퇴각할 것이니, 그때 성의 주둔군과 밖에 대기하던 기동부대를 한데 모아 적을 진멸시키려는 술책이었다. 그래서 한중의 군대를 지휘하는 한중독 호제는 한수성까지 물러나게 했다. 감군 왕함에게는 낙성을, 호군 장빈에게는 한성을 지키게 했고, 서안(西安)·건위(建威)·무위(武衞)·석문(石門)·무성(武城)·건창(建昌)·임원(臨遠)에 모두 위를 세워 지키게 했다.
한편, 위나라의 실권자 사마소는 강유가 여러 차례 변방을 소란하게 하고 있으며 촉이 피폐해졌으므로 대군을 일으키면 정복할 수 있다고 여겼다. 여러 신하들 중에 종회만이 이에 동의하고 사마소와 함께 원정 계획을 짰다. 이에 따라 경원 3년(262년) 겨울에 종회를 진서장군으로 삼고 가절을 주며 관중의 여러 군사를 감독하게[가절·도독관중제군사(假節都督關中諸軍事)] 했다. 한편 청주·서주·연주·예주·형주·양주에서는 배를 만들고 당자에게는 바다에서 배를 띄워 오나라를 치는 것처럼 보이게 했다. 사마소는 경원 4년(263년) 원정 전에 원정의 목적과 성공 전망에 대한 예측을 말했다. 이에 따르면 오나라를 치기 위해서는 배와 물길을 준비해야 하고 습지의 역병도 염려해야 하는데, 촉을 정벌하면 수륙으로 병진하여 쉽게 촉과 오를 동시에 취할 수 있다고 했다. 또 사마소는 촉의 군대를 9만으로 예상하고, 성도 등 각 군을 수비하는 군대를 4만 이상, 강유군을 5만 이하로 예상했다. 강유를 답중에 묶어두고 동쪽으로 오지 못하게 하는 한편 소수의 병사가 흩어져서 지키고 있는 한중을 급습해 취하면 검각과 교두도 지켜낼 수 없을 것이고, 유선과 나머지들은 모두 무너져내릴 것으로 보았다. 정서장군 등애는 촉에 틈이 없으므로 여러 차례 이의를 진언했으며, 사마소는 주부 사찬을 등애의 사마로 삼아 등애로 자신의 명을 받들게 했다.

## 전투 과정

### 서막
경원 4년(263년) 가을 5월, 원정의 첫 조서가 발표돼 총 18만의 군대를 사방에서 모아 나아가게 했다. 강유의 발목을 잡는 것은 등애와 옹주자사 제갈서가 맡았다. 등애는 적도(狄道)에서 감송(甘松)과 답중(沓中)으로 나아가 강유를 방해하고, 제갈서는 기산(祁山)에서 무가교(武街橋), 무도(武都)의 고루(高樓)로 나아가, 결국 등애와 제갈서가 함께 강유의 머리와 꼬리를 치게 했다. 한중으로 진입해 유선의 항복을 받아낼 대군은 종회가 맡았으니, 종회는 전장군 이보(李輔)·정촉호군 호열 등을 지휘해 10여만 대군을 거느렸고, 8월에 군대는 낙양을 출발했다. 종회의 군사는 야곡(斜谷)과 낙곡(駱谷)으로 나뉘어 한중으로 진격했고 또 위흥태수 유흠(劉欽)은 자오곡(子午谷)으로 나아갔으니, 위군은 세 길로 들어와 한중에 모여들었다. 이때 종회가 아문장 허의에게 길을 닦게 하고 자신은 그 뒤에 갔는데, 다리에 구멍이 생겨 말 다리가 빠졌으므로 허의를 벴다. 공신의 아들이 용서받지 못하니 군대가 모두 놀랐다.
강유는 유선에게 경요 6년(263년)에 종회가 진격하려고 하니 우거기장군 장익과 좌거기장군 요화를 보내 양안관구와 음평교두를 나누어 지키도록 표를 올렸었다. 실권을 쥔 황호는 신임하는 무당의 말에 따라 적의 침입이 없을 것이라고 믿고 의논을 그만두게 하니 아무도 알지 못했다. 이제 종회가 낙곡으로, 등애가 답중으로 침입해온다는 소식을 듣고 요화는 답중을 구원하고 장익과 보국대장군 동궐 등은 양안관구를 지키러 움직이는데, 제갈서가 건위로 향한다는 말을 듣고 이들은 그대로 음평에 주둔하며 상황에 대처하려 했다.

### 한중 돌파
한군은 위군이 쳐들어오는 것을 보고 강유의 작전대로 각 위에서 물러나 한성과 악성으로 모여들였는데, 한성의 군대도 악성의 군대도 모두 5천으로 각각 장빈과 왕함이 지휘했다. 종회는 한성은 호군 순개에게, 악성은 전장군 이보에게 각각 1만 명을 주어 포위하게 했고 또 양안관구(陽安關口)에도 별장을 보내 공격했다. 이때 양안구에는 옛 무흥독(武興督) 장서가 있었는데 공이 없어 무흥독에서 면직된 채 한중을 지키고 있었으므로 불만을 품고 있었다. 그러던 차에 위군의 침입을 받자, 항복하려 하고 부첨을 속여 성 밖으로 나가서 싸우자고 했다. 부첨은 승산이 없다며 말렸으나 장서가 굳이 출전하니, 부첨은 장서가 싸우러 간 줄 알았으나 장서는 음평에 이르러서 종회의 선봉 중 호열에게 투항했다. 호열은 성의 허점을 틈타 함락시켰고 많은 곡식을 얻었으며 부첨은 전사했다. 종회는 낙성을 공격했으나 이기지 못했는데, 마침 양안구가 함락됐다는 소식을 듣자 그쪽으로 전진했다. 때는 9월이었다.
답중으로 출정한 등애도 9월에 강유과 교전했다. 등애는 천수태수 왕기·농서태수 견홍·금성태수 양흔 등에게 강유의 진영을 세 방향에서 공격하게 했다. 강유는 한중에 위군이 들어왔다는 소식을 듣고 퇴각했는데, 양흔이 이를 쫓으니 강천구(彊川口)에서 양측이 크게 싸워 강유가 패주했다. 그러나 교두에 제갈서가 주둔하고 있으므로 강유의 퇴로는 끊긴 상태였다. 강유는 공함곡(孔函谷)으로 나아가 옹주를 치는 움직임을 보였고, 제갈서는 이를 듣고 30리를 돌아갔다. 강유 역시 30여리를 진격했었는데, 제갈서의 움직임을 듣고 곧장 돌아나와 교두를 빠져나왔으니, 뒤늦게 눈치챈 제갈서의 추격을 겨우 하루 차이로 따돌렸다. 강유는 음평에 도착하자 양안관구를 구원하려 했으나, 이미 양안관구가 함락됐다는 소식을 듣고 음평에 있던 요화와 함께 음평을 버리고 퇴각했다. 한편 장익은 동궐과 함께 한수에 이르렀는데, 강유와 요화가 이들을 만나니 함께 백수로 가서 검각을 지키며 종회에게 저항했다. 한편 종회는 장빈에게 편지를 보내 죽은 아버지 장완에게 경의를 표하고 산소를 정비하겠다고 했는데, 장빈은 선친의 묘가 부현(涪縣)에 있으니 서쪽으로 진군하거든 찾아가서 해달라고 했다. 부현은 종회가 검각을 뚫지 못하는 한 갈 수 없는 게 실상이었고, 장빈도 나중에 유선이 등애에게 투항할 때까지 항복하지 않았다. 한편 많은 위(圍)가 굴복하는 와중 황금위(黃金圍)의 독 유은(柳隱)은 견고한 수비로 종회의 별장을 이겼다.

### 산을 넘어 면죽으로
한편 등애는 강유를 추격해 음평에 도착했다. 그러나 검각으로 강유가 옮겨갔는데 거기까지 쫓아가지는 않았고, 제갈서와 군대를 합치고 정예 병사를 가려서 한덕양(漢德陽)을 따라 강유(江油)·좌담도(左儋道)로 들어가 면죽에 이르러 성도까지 이르고자 했다. 제갈서는 강유를 공격하라는 명령을 계속 따르고자 해 검각을 공격하려 하는 종회에게 합류했다. 종회는 검각으로 진격하기 전 한나라의 관료들을 포로로 잡고 한나라 사람들에게 긴 연설로 투항을 권유했고, 자신 역시 강유로 우회하는 작전을 택해 장군 전장(田章) 등에게 강유의 서쪽으로 가게 했는데, 전장은 백 리를 미처 가기 전에 복병 3부대를 격파했다. 등애는 전장을 선봉에 세워 멀리까지 나아가게 했다. 종회는 자신이 군대를 홀로 지휘하고자 제갈서가 진격하지 않는다는 상소를 비밀리에 올려 제갈서의 지휘권을 뺏었고 제갈서는 낙양으로 압송됐다. 제갈서의 군대까지 아우른 종회는 드디어 검각을 공격했으나 이기지 못해 퇴각했고, 강유에게 편지를 보내 개인적으로 투항을 권유했으나 강유는 응답하지 않고 강유 등 한군은 요충지를 지키고 군영을 세워 저항했다. 종회는 검각을 무찌르지도 못하고 군량 수송에도 장애를 겪고 있었으므로, 비록 한중을 뚫었음에도 강유의 작전계획처럼 후퇴를 논의하는 궁지에 몰리게 되었다. 유선은 검각을 지키는 한편 대사면을 실시하고, 연호를 경요에서 염흥으로 바꿨다. 한편 10월이 되자 사마소는 조서를 받아 태원·상당 등 10군을 봉토로 받고 진공(晉公)으로 봉해졌다.
이렇게 종회가 검각을 뚫지 못하자 등애는 상소를 올려 한덕양으로 나아가겠다고 했는데, 여기에서는 자신이 면죽으로 들어가 강유가 검각을 포기하고 부를 지키든지 부를 위험에 처하게 방치하든지 둘 중 하나를 택할 수밖에 없는 상황으로 몰고 가겠다고 했다. 겨울 10월, 등애는 음평에서 사람이 살지 않는 곳을 700여 리 지나며 진군했다. 산을 뚫고 길을 열며 잔도를 까는데, 험준한 지형 때문에 공사는 매우 어려웠고 식량도 떨어지고 위험했다. 등애 본인은 모전에 둘둘 말려서 산을 굴러내려다니며 장수들과 병사들은 나무를 잡고 벼랑을 따라 일렬로 근근히 행군했다. 이런 곤경을 겪으며 선봉이 강유에 이르니, 강유성의 수장 마막이 항복해 드디어 면죽으로 가는 길이 열렸다.
한편, 10월이 되어서야 한나라는 자신들이 위나라의 공격을 받고 있음을 오나라에 전했다. 22일, 오나라 황제 손휴는 촉을 구원하고자 군대를 세 방향으로 보내니, 이 중 둘은 위나라를 공격하는 것으로 대장군 정봉은 수춘을 공격하게 하고 정봉과 손이(孫異)는 면중(沔中)을 공격하게 했다. 다른 하나는 유평을 남군에 주둔한 시적에게 보내 진군 방향을 논의하게 했다. 시적은 얼마 전 독자적으로 촉의 염우와 연계해 만일의 사태에 대비해 공조할 것을 꾀한 적이 있었다.

### 면죽 전투
등애가 경곡도(景谷道)를 지나 들어왔다는 소식이 들어오자 한나라의 위장군 제갈첨이 등애를 막으러 군대를 지휘해 부(涪)에 머물렀다. 상서랑 황숭이 제갈첨에게 빨리 나아가 험지에 의지하여 적을 평지에 들여보내지 말라고 했으나 제갈첨은 우물쭈물할 뿐 황숭의 말을 따르지 않았다. 그러던 중 제갈첨의 선봉이 격파당해, 제갈첨은 면죽으로 퇴각했다.
등애는 제갈첨을 회유해 낭야왕(琅邪王)으로 삼겠다고 했고 제갈첨은 노해 사자를 베고 진영을 갖추어 등애가 싸우러 오기를 기다렸다. 등애는 아들 혜당정후 등충을 오른쪽으로, 사마 사찬을 왼쪽으로 보내 제갈첨을 쳤는데, 제갈첨이 이들을 이기니 이들은 후퇴해 등애에게 싸울 수 없다고 했다. 등애는 노해 이 둘을 베어버리려고 하니, 둘이 다시 돌아나가 싸웠다. 이번에는 제갈첨이 대패해 전사했고 제갈첨의 아들 제갈상도 위군에 돌입해 전사했다. 황숭도 군대를 격려하며 분투하다 전사했고, 상서 장준, 우림우부독 이구도 제갈첨을 수행해 이 전투에 참전했다가 죽었다. 등애는 제갈첨과 장준 등의 머리를 얻었다.

### 유선의 항복과 촉한의 멸망
제갈첨을 죽인 등애는 낙(雒)에 주둔해 한나라의 수도 성도를 압박했다. 뜻밖의 길로 적의 군대가 들어오자 한나라 백성들은 뿔뿔이 흩어지고, 황제 유선이 여러 관원들과 상의하나 이렇다 할 의견이 없었다. 혹은 오나라가 한나라의 동맹이니 오나라로 달아나자고도 했고, 혹은 남중 칠군으로 파천해 그곳의 험한 지형을 바탕으로 수비하자고도 했다. 광록대부 초주는 이 두 의견을 모두 반박했고 위나라에 투항할 것을 권했다. 등애가 너무 가까이 왔기에 혹 투항을 안 받아주면 어떨까 하는 걱정을 하는 사람도 있었는데, 초주는 오나라를 평정하려는 위나라가 우리를 잘 대해주지 않을 리가 없다고 독려했다. 아무도 초주의 의견을 논박할 사람이 없었고, 다만 유선만은 남쪽으로 달아나면 어떨까 하고 있었기에 초주는 네 가지 근거를 들어서 남으로 달아날 것을 반박하고, 다시 항복할 것을 권했다. 첫째는 남만은 예전에 반란이 빈발했던 곳이며, 둘째는 위군이 남중까지 추격할 것이며, 셋째는 그곳에서 조정의 경비를 수탈해야 하므로 정정을 불안하게 할 것이며, 넷째는 조정이 달아나면 백성들이 배반할 것이다.
유선이 초주의 대책을 받아들이려 하자 북지왕 유심은 정 망했다면 마땅히 황실과 신료들은 마지막으로 싸우고 죽어 저승의 선제(유비)를 보아야 한다고 했으나 유선은 받아들이지 않았고 항복 절차를 그대로 진행했다. 비서령 극정에게 항복 문서를 쓰게 하고, 초주와 시중 장소, 부마도위 등량을 보내 항복 문서와 옥새와 그 끈을 바치게 하고, 자신은 당시 중국의 항복 절차를 따라 수레에 관을 싣고 입에 구슬을 물고 몸을 묶어 등애에게 나아갔다. 등애는 유선의 결박을 풀고 구슬을 거두고 관을 불태웠다. 또 등우의 고사에 따라 승제(承制)하여 유선을 행표기장군으로 삼고 유선이 원래 지내던 궁궐에 머물게 했으며, 태자 유선은 봉거도위로, 다른 여러 왕들은 부마도위로 삼았다. 옛 한나라의 관리들은 예전에 황제의 관리이던 것을 원래 지위고하에 따라 왕의 관리로 삼아 임용하고 일부는 등애 자신의 관속을 겸하게 했다. 사찬은 익주자사를 겸하게 했고, 견홍 등은 촉의 각 군 태수를 겸하게 했다. 면죽에 대를 쌓고 경관을 만들어 전공을 뽐냈는데, 위나라의 전사자도 한나라와 같이 묻었다. 유선이 옥새를 보낸 날, 유심은 소열제의 종묘에 들어가 곡하고 처자를 먼저 죽이고 자결했다. 또 유선은 상서랑 이호(李虎)에게 사민부(士民簿)를 보내니, 촉 지역 28만호, 남녀구 94만 명, 또 장수와 군사 10만 2000명, 관리 4만 명, 창고의 식량 40만 섬, 금은 4000근, 무늬비단과 채색비단 40만 필과 그 외의 물건들이었다. 그리고 태복 장현을 보내 강유에게 항복하도록 칙서를 보냈다.
한편 강유는 제갈첨이 지자 파로 갔고, 종회는 부로 가서 장빈과의 약속을 지키는 한편 호열·방회·전속 등을 보내 강유를 추격했다. 강유는 유선이 오나라로 간다, 혹은 성도를 지킨다, 혹은 건녕으로 간다는 말을 들어 일단 광한군 처현(郪縣)으로 가는 길을 거치며 유선의 행방을 알아보았다. 결국 강유는 광한군 처현에서 유선이 보낸 칙서를 받았다. 강유는 종회에게 나아가 투항했고, 강유의 병사들은 칼을 뽑아 바위를 베었다. 종회는 강유를 후대하여 옛 한나라 장수들이 항복하며 바친 장수의 표식들을 모두 돌려주었다. 한성을 지키던 장빈도 유선이 항복했다는 소식을 듣고 종회에게 투항했다.
12월, 위나라에서는 조서를 내려 등애를 태위로 삼고 식읍 2만 호를 더 주었으며 등애의 두 아들에게도 1천 호씩 주어 정후로 삼았다. 종회에게도 조서를 내려 사도로 삼고 현후로 삼아 식읍 1만 호를 주었으며 종회의 두 아들에게도 1천 호씩 주어 정후로 삼았다.
안남장군·내강도독 곽익은 위나라가 쳐들어온다는 소식을 듣자 성도로 가려 했으나 유선이 방비가 튼튼하다며 불허했었다. 유선이 항복했다는 소식을 듣자 곽익은 3일간 곡을 하고 유선의 안위를 살펴 거취를 정하려 했으며, 이듬해 종회의 난이 진압되고 유선이 위나라의 서울로 모셔졌다는 소식을 듣고서야 투항했다.

## 결과 및 영향
촉한의 멸망 후 오나라에서 온 구원병들도 모두 물러갔으며 강유는 264년 장익, 요화, 동궐 등과 함께 위의 장수 종회에게 항복하여 촉나라를 부활시키기 위해 자신이 항복한 종회를 꼬드겨서 같이 반 사마소 봉기를 일으켰으나 실패하여 자결했으며 종회는 잡혀서 처형되었다.
이로써 위의 사마씨 정권은 촉을 멸하고 천하통일의 기초와 정권 이양으로 가는 길을 닦았다.